# Iris & Violetta
Iris & Violetta ist eine zwölfteilige deutsch-österreichische Familienserie von Peter Sämann, die als 45-minütige Folgen um 19:25 Uhr im ZDF ausgestrahlt wurden. Produziert wurde die Serie von der Satel Film. Die Titelrollen übernahmen Jenny Gröllmann und Ann-Cathrin Sudhoff als Mutter-Tochter-Gespann.

## Inhalt
Iris war 22 Jahre scheinbar glücklich verheiratet, als sie ihren Mann Georg mit seiner Sekretärin Margot beim Koitus erwischt. Es ist ein Jahr vergangen und ausgerechnet an einem Freitag, dem 13. soll Iris von ihrem untreuen Ehemann rechtskräftig geschieden werden. Gemeinsam mit der gemeinsamen Tochter Violetta, die in Kurti ihre große Liebe gefunden hat, kämpft sie sich zurück ins Leben und lernt dabei den ein oder anderen Mann kennen, bis Georg letztlich merkt, dass er Iris doch noch liebt und sie zurückerobern möchte. Bis dahin macht sie Georgs Leben zur Hölle, so lässt sie es sich zusammen mit ihrer Freundin Carla auf einer Beauty-Farm auf Kosten ihres Ex-Manns gut gehen.

## Schauspieler und Rollen
| Schauspieler          | Rolle    | Episoden |
| --------------------- | -------- | -------- |
| Jenny Gröllmann       | Iris     | 12       |
| Ann-Cathrin Sudhoff   | Violetta | 12       |
| Fritz von Friedl      | Georg    | 12       |
| Andrea Nürnberger     | Carla    | 12       |
| Heinz Wustinger       | Kurti    | 12       |
| Hakon Hirzenberger    | Hubert   | 12       |
| Elisabeth Osterberger | Margot   | 12       |

## Episodenliste
| Folge | Titel                          | Ausstrahlung      |
| ----- | ------------------------------ | ----------------- |
| 1     | Freitag, der 13.               | 15. November 1994 |
| 2     | Fit fürs Leben                 | 22. November 1994 |
| 3     | Schiffbruch                    | 29. November 1994 |
| 4     | Der Unwiderstehliche           | 6. Dezember 1994  |
| 5     | Eine Frau zum Pferdestehlen    | 13. Dezember 1994 |
| 6     | Pizza, Pizza                   | 20. Dezember 1994 |
| 7     | Familienbande                  | 27. Dezember 1994 |
| 8     | Ein Koffer kommt selten allein | 3. Januar 1995    |
| 9     | Schönheit hat ihren Preis      | 10. Januar 1995   |
| 10    | Schwarzer Peter                | 17. Januar 1995   |
| 11    | Der Schulfreund                | 24. Januar 1995   |
| 12    | Hochzeitsmarsch                | 31. Januar 1995   |